# Thekla Reuten
Thekla Reuten (anhörenⓘ * 16. September 1975 in Bussum) ist eine niederländische Schauspielerin.

## Leben
Thekla Reuten studierte Schauspiel an der Amsterdamse Hogeschool voor de Kunsten in Amsterdam. Schon während ihrer Ausbildung übernahm sie Rollen in niederländischen Film- und Theaterproduktionen und spielte unmittelbar nach ihrem Abschluss in europäischen Filmen. Sie spricht fünf Sprachen (Niederländisch, Deutsch, Englisch, Französisch, und Italienisch).
Reuten ist mit ihrem niederländischen Schauspielkollegen Gijs Naber liiert. Aus der Beziehung gingen zwei Kinder hervor. Eine Verwandtschaft besteht zum 2012 verstorbenen Schauspieler Jeroen Willems.
Ihr Onkel war der Wirtschaftswissenschaftler und Politiker Geert Reuten.

## Karriere
Reuten war nach ihrer Ausbildung unter anderem in belgischen, deutschen, italienischen und niederländischen Werken wie De Trip van Teetje, Krümelchen (Kruimeltje), Rosenstraße, Una Bellezza Che Non Lascia Scampo und dem Film Jeder ist ein Star! zu sehen, der für den Oscar in der Kategorie Bester fremdsprachiger Film nominiert wurde.
2004 wurde sie als eines der Nachwuchstalente Europas ausgezeichnet und erhielt den Shooting Star Award der European Film Promotion für ihre Darstellung von Lotte in dem Film Die Zwillinge, der ebenfalls als bester fremdsprachiger Film für einen Oscar nominiert wurde. Es folgten Rollen in Kinofilmen wie Brügge sehen… und sterben? mit Colin Farrell, Hotel Lux neben Michael Herbig und The American an der Seite von George Clooney. 2009 spielte sie die Hauptrolle im Film Waffenstillstand von Lancelot von Naso. Der Film erhielt Auszeichnungen auf den Festivals von Montreal und Zürich sowie bei den Hofer Filmtagen.
Neben ihrer Kinokarriere spielte Reuten auch in Fernsehserien wie Hidden (BBC, Vereinigtes Königreich), Ruhelos (BBC, Vereinigtes Königreich) und Sleeper Cell (Showtime, USA). Die Darstellerin arbeitet für Film und Fernsehen und spielte aber auch immer wieder am Theater. So war sie unter anderem in den Inszenierungen Fall der Götter von Johan Simons zu den Salzburger Festspielen und der Ruhrtriennale sowie in Rufus Norris’ Bluthochzeit am Almeida in London an der Seite von Gael García Bernal zu sehen.

## Filmografie (Auswahl)

### Schauspielerin
- 1996: Verhalen uit de bijbel – De man op de ezel (Regie: Rein van Schagen)
- 1997: Arends (Regie: Jelle Nesna)
- 1998: Baantjer (Regie: Pollo de Pimentel)
- 1998: De Trip van Teetje (Regie: Paula van der Oest)
- 1998: Het 14e kippetje (Regie: Hany Abu-Assad)
- 1998: Wij Alexander (Regie: Rimko Haanstra)
- 1999: De rode zwaan (Regie: Martin Lagestee)
- 1999: Klokhuis (Regie: Niek Barendsen and Barbera Bredero)
- 1999: Krümelchen (Regie: Maria Peters)
- 1999: Moët und Chandon (Regie: Marc de Cloe)
- 2000: Jeder ist ein Star! (Iedereen beroemd!; Regie: Dominique Deruddere)
- 2000: De zwarte Meteoor (Regie: Guido Pieters)
- 2001: Chalk (Regie: Diederik van Rooijen)
- 2001: De Acteurs (Regie: Bram van Splunteren)
- 2001: Una bellezza che non lascia scampo (Regie: Francesca Pirani)
- 2002: Bella Bettien (Regie: Hans Pos)
- 2002: Die Zwillinge (De Tweeling; Regie: Ben Sombogaart)
- 2002: Spagaat (Regie: Hans Pos)
- 2003: Brush with fate (Regie: Brent Shields)
- 2003: Mijn zusje Zlata (Regie: Roel Welling)
- 2003: Parels & Zwijnen (Regie: Diederik van Rooijen)
- 2003: Rosenstraße (Regie: Margarethe von Trotta)
- 2004: Co/Ma (Regie: Roel Welling)
- 2004: De Band (Regie: Albert Jan van Rees)
- 2004: Suske en Wiske: De duistere diamant (Regie: Rudi van den Bossche)
- 2005: Not She (Filminstallation; Regie: Ine Lamers)
- 2005: Boy meets Girl Stories – Smachten (Kurzfilm; Regie: Mark de Cloe)
- 2006: Boks – De verdwenen Van Gogh (Regie: Hans Pos)
- 2006: Ober (Regie: Alex van Warmerdam)
- 2006: Sleeper Cell, II. Staffel (Regie: Charles S. Dutton, Leslie Libman, Nick Gomez)
- 2007: Highlander – Die Quelle der Unsterblichkeit (Regie: Brett Leonard)
- 2008: Brügge sehen… und sterben? (In Bruges; Regie: Martin McDonagh)
- 2008: Das Lager – Wir gingen durch die Hölle (In Tranzit; Regie: Tom Roberts)
- 2008: Lost, IV. Staffel (Regie: Jack Bender)
- 2008: Wit Licht (Regie: Jean van de Velde)
- 2009: Waffenstillstand (Regie: Lancelot von Naso)
- 2010: Day One (Regie: Alex Graves)
- 2010: The American (Regie: Anton Corbijn)
- 2011: Hotel Lux (Regie: Leander Haußmann)
- 2011: Hidden (Regie: Niall MacCormick)
- 2012: Ruhelos (Restless; Regie: Edward Hall)
- 2013: Da geht noch was (Regie: Holger Haase)
- 2013: Het Diner (Regie: Henno Meyjes)
- 2013: Speelmann (Regie: Klaartje Quirijns)
- 2014:	Atlantic. (Regie: Jan-Willem van Ewijk)
- 2014: Die Legende der weißen Pferde (The Legend of Longwood; Regie: Lisa Mulcahy)
- 2015: Overspel (Fernsehserie, 10 Folgen)
- 2015–2016: Tessa (Fernsehserie, 8 Folgen)
- 2017: Stan Lee’s Lucky Man (Fernsehserie, 10 Folgen)
- 2018: Red Sparrow
- 2018: Dengler – Fremde Wasser (Fernsehserie)
- 2018: Beat (Fernsehserie, 7 Folgen)
- 2020: Marionette

- 2020–2022: Warrior Nun (Fernsehserie, 16 Folgen)
- 2021: Sisyphus at Work
- 2022: Narcosis
- 2023: Suspicious minds
- 2024: Citadel: Diana

### Synchronsprecherin
- 2004: Große Haie – Kleine Fische (niederländische Stimme von Angie)
- 2007: Bee Movie – Das Honigkomplott (niederländische Stimme von Vanessa Bloome)
- 2014: Drachenzähmen leicht gemacht 2 (niederländische Stimme von Valka)

## Theater (Auswahl)
- 1997: Susn von Herbert Achternbusch als Suus am Brakke Grond Amsterdam, Festival aan zee Oostende und Theater Kikker Utrecht (Regie: Jeroen Willems)
- 1998: Komödie der Verführung von Arthur Schnitzler als Gilda am Het Nationale Toneel (Regie: Ger Thijs)
- 1999: Der Garderobier von Ronald Harwood als Irene am Hummelinck Stuurman (Regie: Tom Jansen)
- 1999: Fall der Götter von Luchino Visconti und Tom Blokdijk als Bediende, Lisa und Dirndl am Hollandia und zu den Salzburger Festspiele und zur Ruhr Triennale (Regie: Johan Simons und Paul Koek)
- 2001: Bernarda Albas Haus von Federico García Lorca als Adela am Het Nationale Toneel (Regie: Johan Doesburg)
- 2004: Braambos von Willem Jan Otten als Nana am Het Toneel Speelt (Regie: Willem van de Sande Backhuyzen)
- 2005: Bluthochzeit von Federico García Lorca als Braut am Almeida Theater (Regie: Rufus Norris)

## Auszeichnungen
- 1997: Förderpreis beim belgischen Theaterfestival „Theater aan Zee“ für Susn
- 1998: Nominierung zum Goldenen Kalb für darstellerische Leistung in De Trip van het Teetje
- 1998: Nominierung zum NOS Kultur Preis für darstellerische Leistung
- 2004: Shooting Star der Berlinale für herausragende darstellerische Leistungen in Die Zwillinge
- 2009: Nominierung zum Rembrandt Award für darstellerische Leistung in Wit Licht